# 何ン田研二
何ン田 研二（なンだ けんじ、本名：山口 眞、1959年8月22日 - ）は、日本の歌手、ものまねタレント。沢田研二や美川憲一、松山千春の物真似をこなす。東京都生まれ、北海道帯広市育ち。

## 来歴
帯広市内の中学校を卒業後地元の寿司店で修行し飲食店や建築業に勤めた後、1996年より「美山真」として歌手活動を開始。1998年よりものまねタレントとして活動を始める。ものまねタレントとしては「何ン田研二」、歌手活動の場合には「山口眞」と2つの芸名を使い分けている。かつて歌手名を「山口真」としていたが、2010年秋より本名の「山口眞」に変更している。一般財団法人日本歌手協会会員。帯広市観光大使。北海道と東京都の二拠点活動を行っている。
趣味は料理（和食・洋食・中華）、油絵、釣り、スノーボード。調理師免許、ボディービル指導員、小型船舶免許、柔道初段を所持する。
2011年には札幌市のすすきのにショーパブ「スター☆すすきの」を開業、その後ラーメン店「ラーメンがごめ」も展開。
2021年には新型コロナウイルスの影響を受けすすきのでの経営から撤退して本別町へ移住し飲食店「福来太郎」を経営した後、2023年4月には叔母の経営する帯広市のカラオケパブ「マスカット」を引き継いだ。

## 主な番組出演
- ものまねバトル－美川憲一で出演 (日本テレビ、2002年）
- ものまね紅白歌合戦スペシャル－沢田研二、松平健で出演（フジテレビ、2003年〜）
- しゃべくり007（24時間テレビ）－美川憲一全員集合に出演 (日本テレビ、2008年）
- 何ン田研二のカラオケDoなンだ （NCV函館、2010年6月 - ）

※『モノマネタレントの何ン田研二を迎えて、一般応募者が歌うバラエティ型カラオケ番組』
- 何ン田研二の何ンだかンだ行っても旭川 （FMりべーる、2012年5月15日 - ）
- 何ン田研二の何ンだかンだ行っても北見 （FMオホーツク、2013年6月7日 - ）
- 何ン田！かンだ！行っても！北海Do～！ （TVH、2014年4月11日 - 2015年3月27日）

※毎週（金）26:30～27:00『何ン田研二が猫体質と、北海道の仲間たちや新人をクローズアップするバラエティ番組』

## ディスコグラフィ

### 何ン田研二
- 2001年　「愛人生活」「I WANT YOU」
- 2002年　「あんたと生きたい」「秘密の花園」 （日本クラウン）
- 2007年　「あの頃・この頃・これから」（タレントの十勝花子とのデュエット曲）「夢の中」
- 2007年　「I LOVE リッキー」「ばんえい競馬で運だめし」 （ばんえい競走馬であるリッキーを謳った歌）
- 2009年　「パロパロしないでね」（ケンジとエリサ） （ビクターエンタテインメント）
- 2023年10月10日　「恋のマスカット」（TocaTocaスタヂオ）

### 山口眞
- 2006年　「上を向いても」「爪を研げ」 （コロムビアミュージックエンタテインメント）
- 2009年　「とうさんかあさんありがとう」「ことの起こりは」
- 2011年　「逢いたい・・・」 （徳間ジャパン、日本歌手協会レーベル）
- 2012年  「第69代横綱 白鵬応援歌 夢土俵」

## カラオケ収録曲
何ン田研二
- 「あんたと生きたい」 3370-65（DAM）
- 「夢の中」 1927-20（DAM）
- 「ばんえい競馬で運だめし」 1927-70（DAM）

何ン田研二＆十勝花子
- 「あの頃・この頃・これから」 5046-33（DAM）

ケンジとエリサ
- 「パロパロしないでね」 1635-39（DAM）

山口眞
- 「とうさんかあさんありがとう」 1285-05（JOYSOUND）
- 「ことの起こりは・・・」 1285-04（JOYSOUND）
- 「上を向いても」 1187-18（DAM）
- 「逢いたい・・・」 2058-03（DAM）
- 「第69代横綱 白鵬応援歌 夢土俵」 5044-50（DAM）